# Маргветская и Убисская епархия
Маргветская и Убисская епархия (груз. მარგვეთისა და უბისის ეპარქია) — епархия Грузинской православной церкви на территории Зестафонского и Харагаульского муниципалитетов.

## История
Маргветская епархия была учреждена в 1917 году после восстановления автокефалии Грузинской Церкви и значилась на 9-м месте среди обновлённых епархий в диптихе Грузинской церкви. Во время церковных репрессий XX века данная кафедра была большей частью вакантной.
5 апреля 1995 года решением Священного Синода ГПЦ из Маргветской епархии была выделена Чиатурская и Сачхерская епархия.
17 октября 2002 года решением Священного Синода Грузинской Церкви от Маргветская епархия была переименована в Маргветскую и Убисскую епархию.

## Епископы
- Христофор (Цамалаидзе) (19 августа 1979—1992)
- Константин (Меликидзе) (1992 — 20 июля 2000)
- Вахтанг (Ахвледиани) (17 августа 2002 — 11 октября 2013)
- Димитрий (Капанадзе) (27 октября 2013 — 12 января 2015)
- Мелхиседек (Хачидзе) (c 12 января 2015 года)